# Johannes Voigtmann
Johannes Voigtmann (Eisenach, 30 de setembro de 1992) é um basquetebolista profissional alemão que atualmente joga na VTB United League e Euroliga pelo CSKA Moscou. O atleta possui 2,11m e atua na posição pivô. 

## Estatísticas

### Competições domésticas
| Temporada | Equipe              | J  | P   | Avg  | 2Pt     | 2Pt% | 3Pt   | 3Pt% | LL    | LL%  | Reb | R  | As | Bl |
| --------- | ------------------- | -- | --- | ---- | ------- | ---- | ----- | ---- | ----- | ---- | --- | -- | -- | -- |
| 2010-2011 | Science City Jena   | 4  | 1   | 0.3  | 0/3     | 0.0  | 0/0   | 0.0  | 1/2   | 50.0 | 8   | 0  | 0  | 1  |
| 2011-2012 | Science City Jena   | 28 | 115 | 4.1  | 48/85   | 56.5 | 1/8   | 12.5 | 16/29 | 55.2 | 88  | 6  | 15 | 13 |
| 2012-2013 | Fraport Skyliners   | 24 | 78  | 3.3  | 34/62   | 54.8 | 0/1   | 0.0  | 10/14 | 71.4 | 54  | 5  | 11 | 4  |
| 2012-2013 | Fraport Skyliners 2 | 16 | 196 | 12.3 | 75/128  | 58.6 | 2/11  | 18.2 | 40/61 | 65.6 | 141 | 10 | 48 | 13 |
| 2013-2014 | Fraport Skyliners   | 34 | 275 | 8.1  | 107/194 | 55.2 | 6/13  | 46.2 | 43/56 | 76.8 | 168 | 13 | 51 | 13 |
| 2013-2014 | Fraport Skyliners 2 | 9  | 136 | 15.1 | 60/96   | 62.5 | 0/6   | 0.0  | 16/21 | 76.2 | 92  | 10 | 27 | 8  |
| 2014-2015 | Fraport Skyliners   | 35 | 426 | 12.2 | 159/260 | 61.2 | 13/36 | 36.1 | 69/87 | 79.3 | 207 | 21 | 84 | 30 |
| 2015-2016 | Fraport Skyliners   | 35 | 384 | 11.0 | 138/221 | 62.4 | 21/55 | 38.2 | 45/60 | 75.0 | 184 | 19 | 74 | 23 |
| 2016-2017 | Baskonia            | 39 | 287 | 7.4  | 88/145  | 60.7 | 26/82 | 31.7 | 33/51 | 64.7 | 214 | 33 | 66 | 20 |

### Euroliga
| Temporada | Equipe   | J  | P   | Avg  | 2Pt     | 2Pt% | 3Pt   | 3Pt% | LL    | LL%  | Reb | R   | As  | Bl  |
| --------- | -------- | -- | --- | ---- | ------- | ---- | ----- | ---- | ----- | ---- | --- | --- | --- | --- |
| 2016-17   | Baskonia | 33 | 332 | 10.1 | 103/160 | 64.4 | 23/73 | 31.5 | 57/78 | 73.1 | 232 | 19  | 57  | 11  |
| 2017-18   | Baskonia | 12 | 83  | 6.9  | 27/39   | 69.2 | 6/12  | 50   | 11/14 | 78.6 | 49  | 3   | 23  | 6   |
|           | Totais   | 45 | 415 | 9.2  | 130/199 | 65.3 | 29/85 | 34.1 | 68/92 | 73.9 | 281 | 22  | 80  | 17  |
|           | Médias   | 45 | 415 | 9.2  | 130/199 | 65.3 | 29/85 | 34.1 | 68/92 | 73.9 | 6.2 | 0.5 | 1.8 | 0.4 |

## Prêmios e homenagens
- Seleção da Alemanha:
  - Copa do Mundo de Basquetebol Masculino:
    -  Medalha de ouro (2023)